# Sergej Charkov
Sergej Vladimirovitj Charkov (ryska: Сергей Владимирович Харьков), född den 17 november 1970 i Moskva i Sovjetunionen, är en rysk gymnast.
Han tog OS-guld i lagmångkampen och OS-guld i fristående i samband med de olympiska gymnastiktävlingarna 1988 i Seoul.
Han tog även OS-guld i lagmångkampen i samband med de olympiska gymnastiktävlingarna 1996 i Atlanta.